# Rossija siegodnia
Federalne Państwowe Zjednoczone Przedsiębiorstwo Międzynarodowa Agencja Informacyjna „Rossija siegodnia” (skrót: Rossija siegodnia, wym. /rɐˈsʲijə sʲɪˈvodnʲə/, ros. Федеральное государственное унитарное предприятие международное информационное агентство „Россия сегодня”) – rosyjskie rządowe przedsiębiorstwo medialne utworzone 9 grudnia 2013 r. dekretem prezydenta Rosji Władimira Putina w sprawie „podwyższenia poziomu efektywności państwowych środków masowego przekazu”. Na mocy dekretu zlikwidowano (istniejące od 1941): agencję RIA Novosti i rozgłośnię radiową Głos Rosji, a w ich miejsce powstało nowe przedsiębiorstwo medialne „Rossija siegodnia”. Szef Administracji Prezydenta Rosji Siergiej Iwanow zakomunikował, iż powstanie „Rossija siegodnia” „było związane z potrzebą redukcji kosztów w mediach państwowych”, ale z raportu opublikowanego przez RIA Novosti, który odnosił się do tej decyzji, można wysnuć wniosek, że była to próba konsolidacji kontroli nad mediami należącymi do państwa.
Zgodnie z informacją opublikowaną przez telewizję RT „Rossija siegodnia” „nie jest w żaden sposób związana” z telewizją RT pomimo podobieństwa nazwy (RT była wcześniej znana jako Russia Today – do czasu rebrandingu w 2009).

## Reakcje
11 grudnia 2013 dotychczasowa szefowa likwidowanej RIA Novosti Swietłana Mironjuk pożegnała się z pracownikami: „W ciągu najbliższych trzech miesięcy struktura pod nazwą Ria Novosti, która liczy sobie 72 lata i która wiele, wiele przeszła, zostanie zlikwidowana. To znaczy zostanie zniszczona. Wszyscy pracownicy w ciągu 3–6 miesięcy zostaną zwolnieni. Właściwie powinny zostać tylko trzy osoby”. Poinformowała również, że w okresie trzech miesięcy będzie działać komisja likwidacyjna. Dodała, że wszystko co emituje w Rosji zostanie zlikwidowane. Ria Novosti przetrwa do 8 marca. Poinformowała jednocześnie, że rozpoczęły się negocjacje z przedstawicielami agenci informacyjnej ITAR-TASS oraz holdingu mediowego RBK w sprawie zatrudnienia pracowników likwidowanej agencji informacyjnej. Dodała również, że nie dyskutuje się na temat dekretów prezydenta, natomiast wykonuje się je (bezdyskusyjnie) działając w ramach struktury państwa.